# Wasserturm (Neustrelitz)

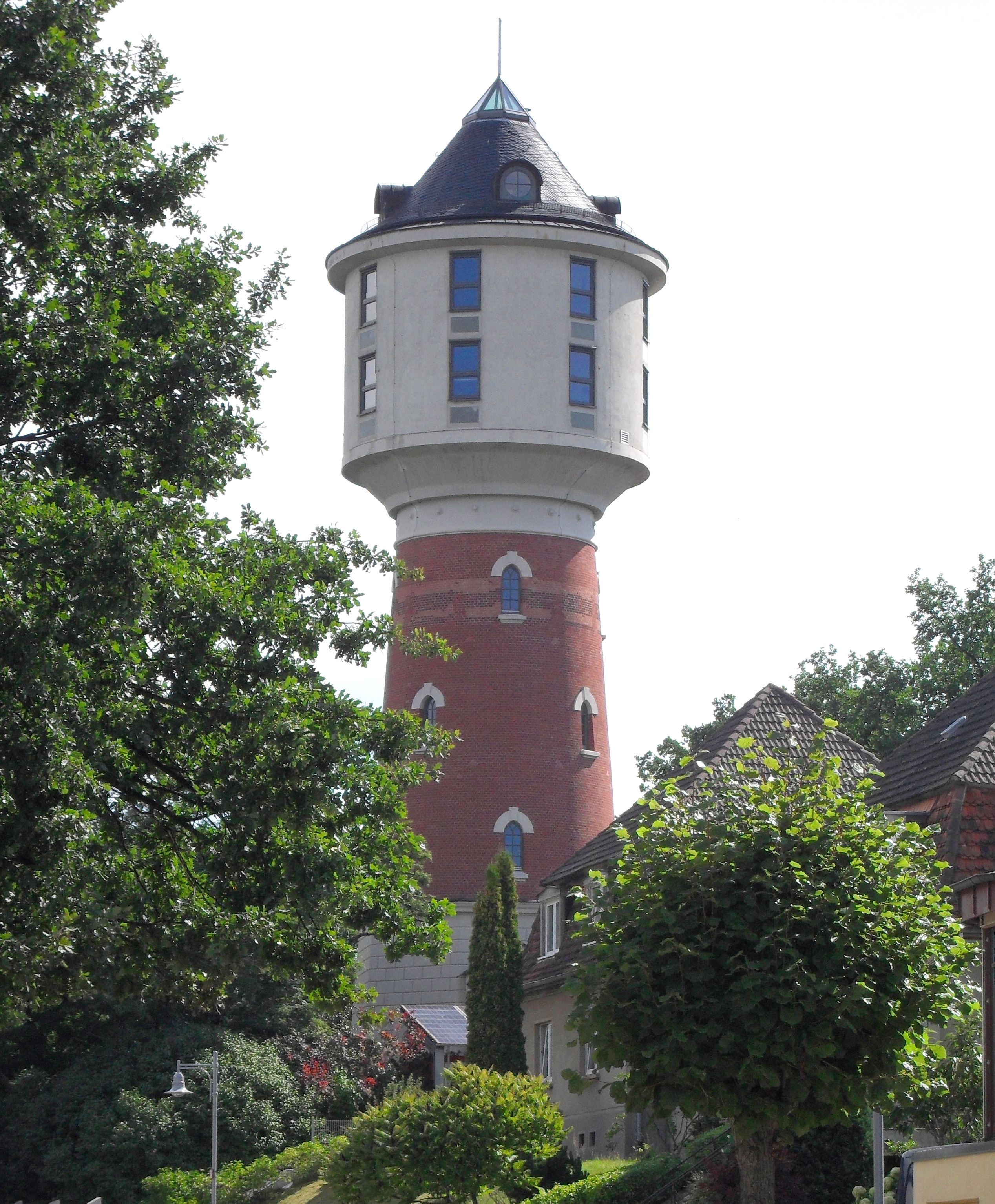

Der ehemalige Wasserturm in Neustrelitz (Mecklenburg-Vorpommern), Adolf-Friedrich-Straße 14 /Am Stadthafen 16 unweit des Bahnhofs am Glambecker See, wurde 1901 gebaut. Er dient seit 2001 als Wohnung und Büro.
Das Gebäude steht unter Denkmalschutz.

## Geschichte
In Neustrelitz stehen drei Wassertürme, davon zwei in Strelitz-Alt.
Der runde sechsgeschossige, teils verklinkerte, 34 Meter hohe Turm mit der kegeligen Turmspitze mit einer Glaskuppel und dem achteckigen Sockelgeschoss stammt von 1901 und wurde für die Stadtwerke gebaut. Der sich verjüngende Schaft hat einen Durchmesser von sieben bis fünfeinhalb Meter; der Turmkopf ca. neun Meter.
Der Turm wurde 2001 nach Plänen von Kerstin Heller saniert und für ihre Wohn- und Bürozwecke umgebaut; er erhielt einen Aufzug. Die Wohnung im Turmkopf hat vier Etagen. Die Leistungen wurden anerkannt durch den Neustrelitzer Bauherrenpreis 2001, die Ehrenplakette BHU-Bundeswettbewerb Neues Leben und Anerkennung beim Landesbaupreis Mecklenburg-Vorpommern 2002.